# Vena dorsal profunda del pene
La vena dorsal profunda del pene (TA: vena dorsalis penis profunda) es una vena única situada en ubicación subfacial, en la línea media del pene, entre las arterias dorsales del pene.

## Trayecto
Descansa bajo la fascia profunda del pene; se origina en las venas pequeñas que rodean la corona del glande; recibe sangre del glande y el cuerpo cavernoso y discurre hacia atrás (en sentido proximal) en la línea media entre las arterias dorsales, uniéndose con las venas profundas del pene; cerca de la raíz del pene pasa entre las dos partes del ligamento suspensorio y luego, a través de una abertura, entre el ligamento arqueado del pubis y el ligamento transverso del periné, y se divide en dos ramas, que entran en el plexo venoso prostático o plexo pudendo.
Se comunica bajo la sínfisis del pubis con la vena pudenda interna.

## Imágenes adicionales

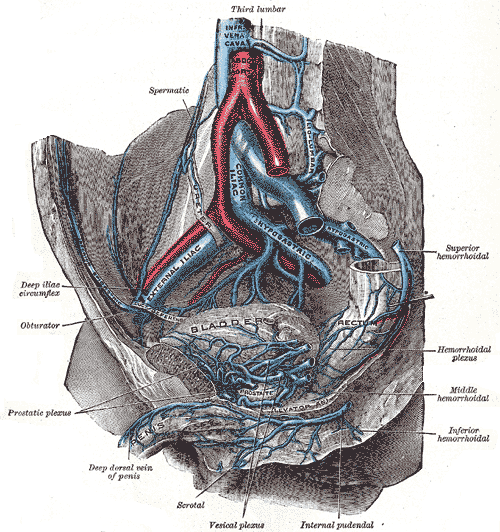
Venas de la mitad derecha de la pelvis masculina.
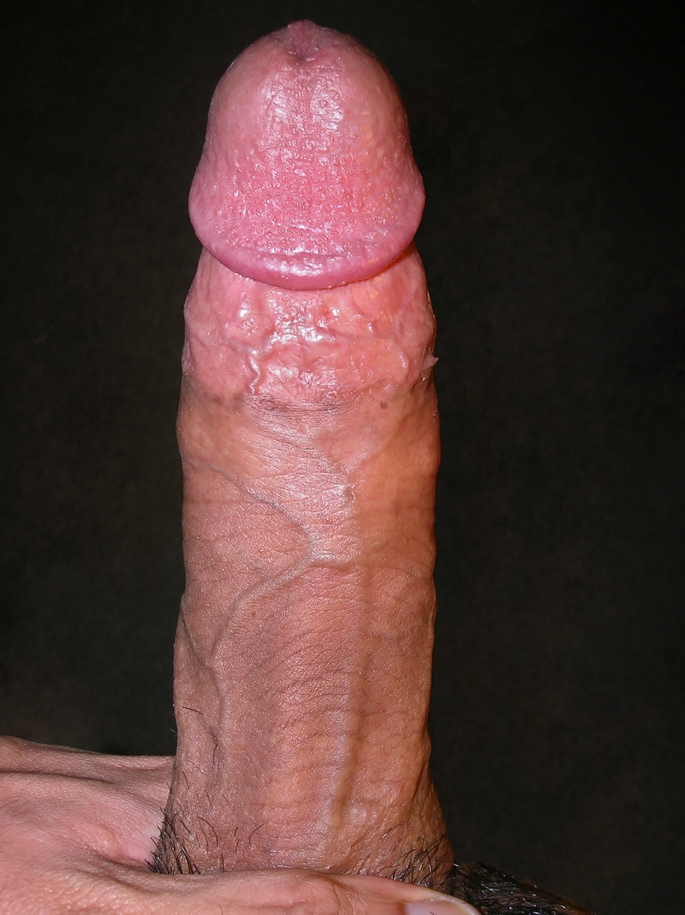
Pene circunciso erecto. La vena dorsal superficial es visible. La vena dorsal profunda es medial a esta vena.

- Datos: Q2759543